# Byeonhan
Byeonhan fou una confederació de 12 clans del sud de Corea sorgida per la fragmentació de la lliga coreana de Jin al segle ii, i que en pocs anys fou substituïda per la confederació de clans i tribus coneguda com a confederació Gaya (segle i aC).
Estava situada al sud del país entre Mahan (al sud-oest) i Jinhan (al sud-est).